# ヒメウ
ヒメウ（姫鵜、Urile pelagicus）は、 鳥綱カツオドリ目ウ科に分類される鳥類。

## 分布
アメリカ合衆国西部、カナダ西部、日本、ロシア東部、ベーリング海、オホーツク海を含む太平洋北部。
繁殖地周辺では周年生息することが多い。日本では夏季に南千島、北海道、本州北部で少数が繁殖し、冬季になると主に本州中部以南、九州以北へ南下する。

## 形態
全長73センチメートル (63-73cm)。翼開長98センチメートル (91-102cm)。体重1,474-2,438g。日本に分布するウ科の構成種では最小種で、和名（ヒメ=小さい）の由来になっている。体形は細い。全身が青や紫の光沢がある黒い羽毛で覆われる。雌雄同色。
嘴は細長くて、暗色。足も黒い。
夏羽は眼の周囲に羽毛がなく、赤い皮膚が露出する。頭頂と後頭の羽毛が冠羽としてやや伸長し、腰に白い斑紋が入る。冬羽は眼の周囲が羽毛で覆われ、冠羽も不明瞭になる。若鳥や幼鳥は全身が褐色や暗褐色の羽毛で覆われる。

## 分類
本種は、以前は ウ属（Phalacrocorax ）に分類されていたが、遺伝子に基づく研究成果により、現在では ヒメウ属（Urile）に分類されている。
以下の亜種が存在する。
Urile pelagicus pelagicus Pallas, 1811基亜種ヒメウ Northern Pelagic Cormorant
アジア北東部沿岸、ベーリング海、北極海の島々。
Urile pelagicus resplendens (Audubon, 1838)Southern Pelagic Cormorant
ブリティッシュコロンビア州（カナダ）南西部沿岸からバハ・カリフォルニア南部。

## 生態
主に岩礁海岸に生息し、沿岸からあまり離れないウ科の鳥としてはめずらしく外洋に出ることがある。種小名 pelagicus は「外洋の」の意で、英名の pelagic と同義。
食性は動物食で、潜水して主に魚類を捕食するが甲殻類も食べる。
飛翔時は、頸をまっすぐに伸ばして、ウミウよりも速く羽ばたく。隊列を組んで海上を高く飛ぶこともある。
海崖や離島に小規模な集団繁殖地（コロニー）を形成する。海岸にある断崖の隙間に枯草や海藻を組み合わせた皿状の巣を作り、5-7月に1回に通常3個（2-6個）の卵を産む。

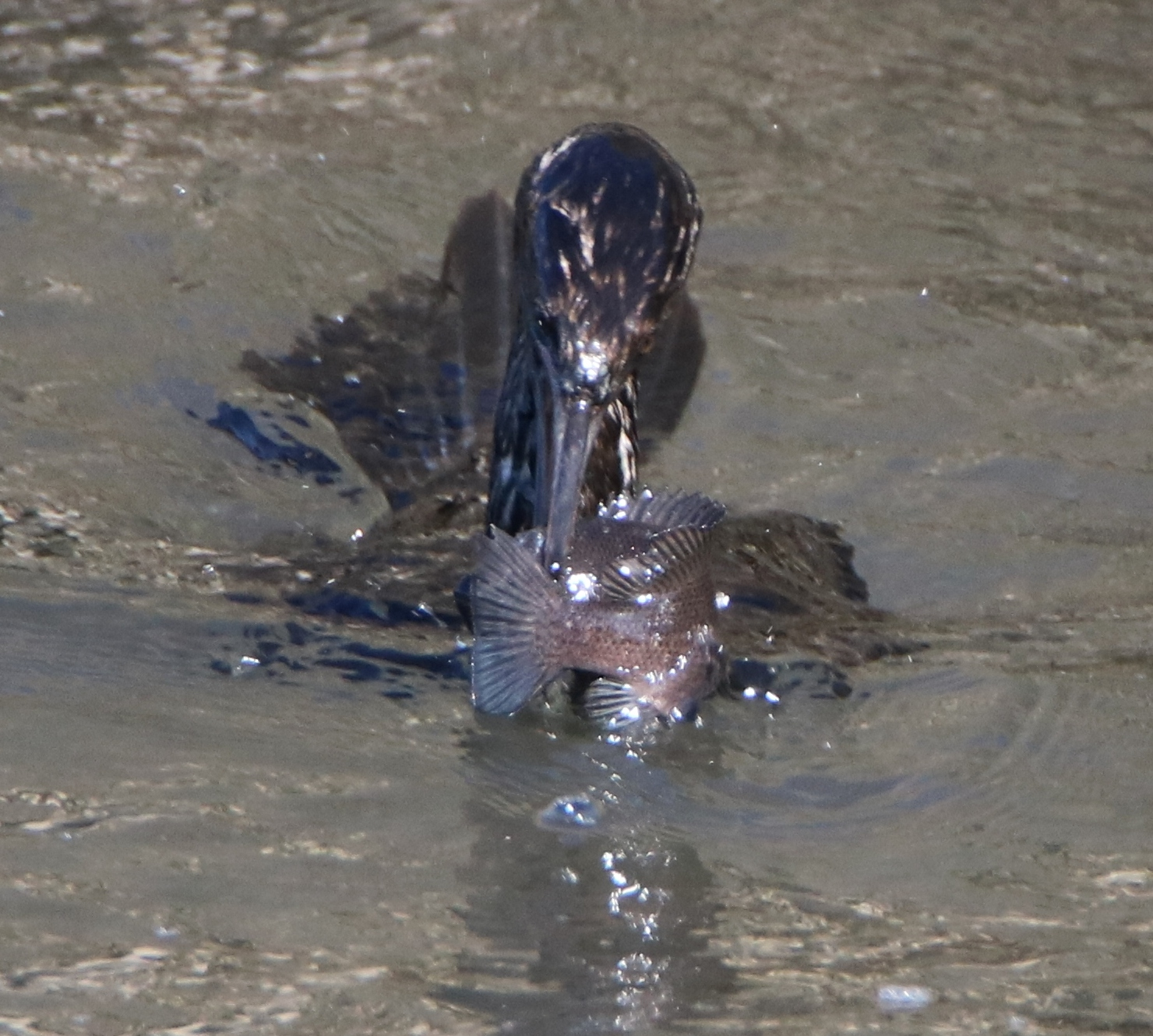
海に潜水して魚類を捕獲したヒメウ
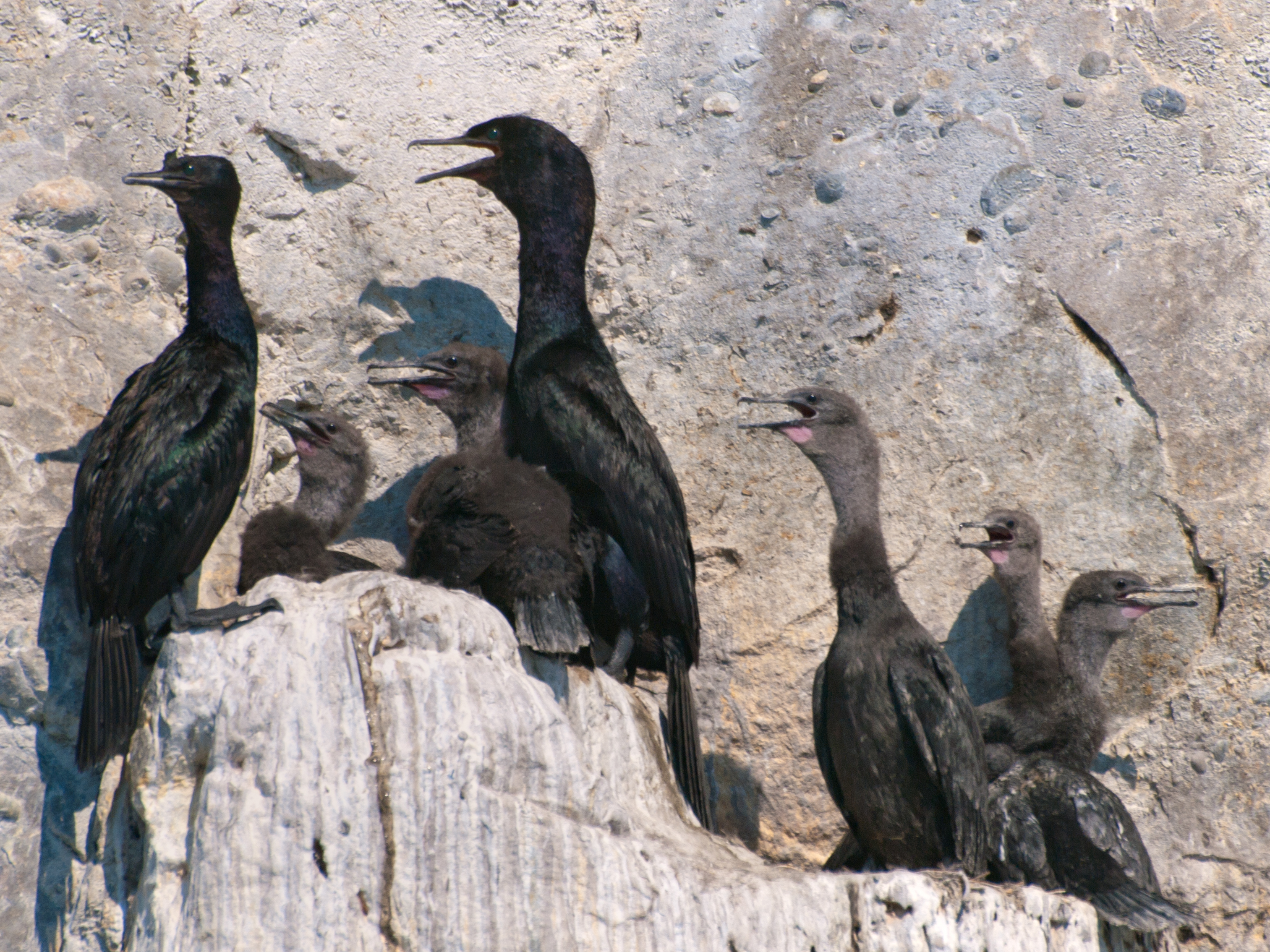
家族（カナダ、ブリティッシュコロンビア州、9月）
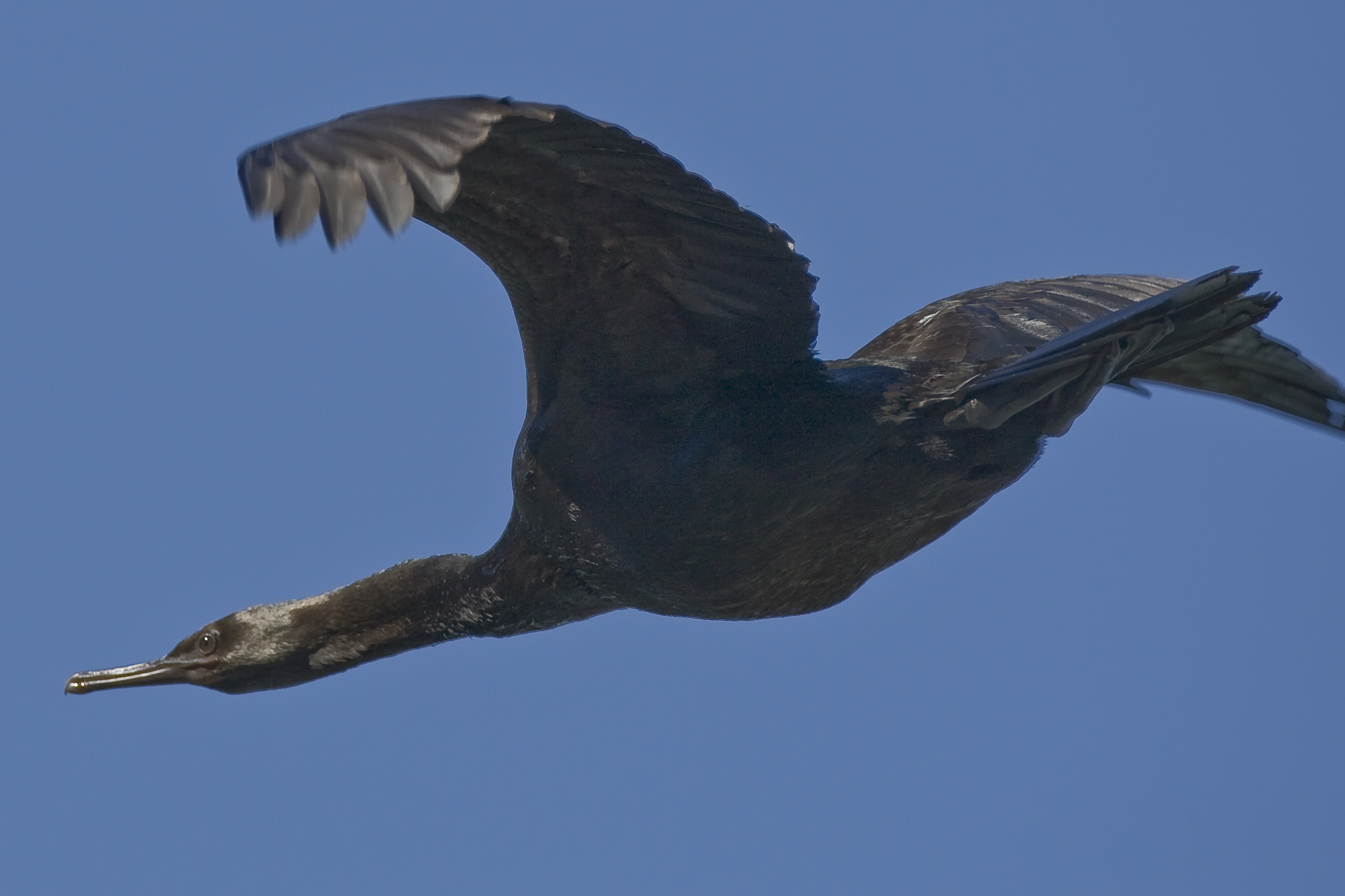
飛翔（アメリカ、カリフォルニア州）

## 保全状態評価
絶滅危惧IB類 (EN)（環境省レッドリスト）